# Corporate Commercial Bank
Corporate Commercial Bank (Bulgaars: Корпоративна търговска банка, afgekort Corpbank) is een commerciële bank in Sofia, Bulgarije.
De bank dateert uit 1994. In juni 2014 was er een bankrun op deze bank.